# Mogogi Gabonamong
Mogogi Gabonamong (Mmutlane, 10 de setembro de 1982) é um futebolista botsuanense que atua como defensor.

## Carreira
Mogogi Gabonamong representou o elenco da Seleção Botsuanense de Futebol no Campeonato Africano das Nações de 2012.